# Pacific Express
Pour plus de détails, voir Fiche technique et Distribution.
Pacific Express (titre original : Union Pacific) est un film américain réalisé par Cecil B. DeMille, sorti en 1939.

## Synopsis
En pleine guerre de Sécession, deux compagnies ferroviaires rivales tentent, par tous les moyens, la construction de la ligne de chemin de fer qui traversera les États-Unis d'Est en Ouest, reliant l'océan Atlantique à l'océan Pacifique. La première, l’Union Pacific part de l’Atlantique.
Le train de cette compagnie est conduit par Monahan (J. M. Kerrigan) aidé par sa fille Mollie (Barbara Stanwyck) qui s’occupe de l’intendance. Jeff Butler (Joel McCrea), agent du gouvernement, assure l’ordre et la protection du convoi. Le deuxième projet, le Central Pacific, est soutenu par un politicien véreux, Asa M. Barrows (Henry Kolker), qui utilise tous les procédés pour retarder l’Union Pacific afin d’effectuer la plus grande portion de ligne de chemin de fer.
Un sabotage sur l’Union Pacific met en cause Dick Allen (Robert Preston) un ami de longue date de Jeff Butler. Leur amitié va être mise à rude épreuve leurs intérêts étant contraires, ils sont de plus tous deux amoureux de Mollie. Après bien des péripéties (sabotages, vol de la paye des ouvriers, attaque d’indiens, bagarres…), Dick meurt tué par Sid Campeau (Brian Donlevy), le principal artisan des sabotages, au cours d’un ultime guet-apens. Le dernier tronçon de voie enfin posé, Jeff et Mollie vont pouvoir enfin s’avouer leur amour.

## Fiche technique
- Titre original : Union Pacific
- Titre français : Pacific Express
- Réalisation : Cecil B. DeMille, assisté d'Arthur Rosson, Charles Barton et  James P. Hogan (non crédité)
- Scénario : Walter DeLeon, C. Gardner Sullivan et Jesse Lasky Jr. d'après une histoire de Ernest Haycox
- Adaptation : Jack Cunningham
- Photographie : Victor Milner
- Montage : Anne Bauchens
- Musique : Sigmund Krumgold, John Leipold et (non crédités) Gerard Carbonara, Leo Shuken, Victor Young
- Direction artistique : Roland Anderson et Hans Dreier
- Costumes : Natalie Visart
- Effets visuels : Gordon Jennings,  Farciot Edouart, Loren L. Ryder
- Producteurs : Cecil B. DeMille, William LeBaron (producteur exécutif) et William H. Pine (producteur associé)
- Société de production : Paramount Pictures
- Société de distribution : Paramount Pictures
- Pays de production :  États-Unis
- Langue : Anglais américain
- Format : Noir et blanc — 35 mm — 1,37:1 — Son : Mono (Western Electric Mirrophonic Recording)
- Genre : Western
- Durée : 135 minutes (2 h 15)
- Dates de sortie : 
  - États-Unis : 27 avril 1939 (première mondiale à Omaha,  Nebraska), 5 mai 1939 (sortie nationale)
  - France : 20 mars 1940

## Distribution

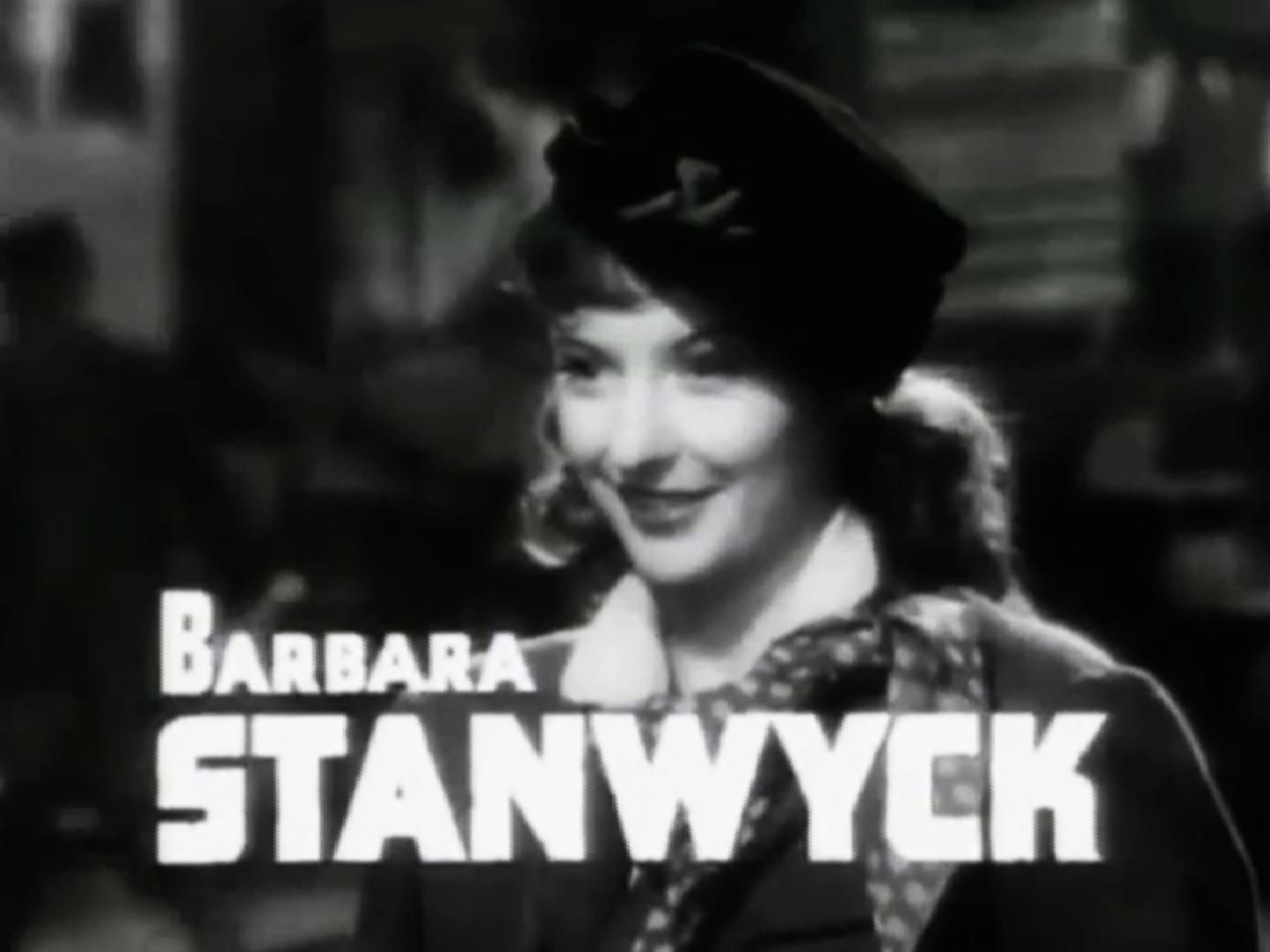
Barbara Stanwyck.

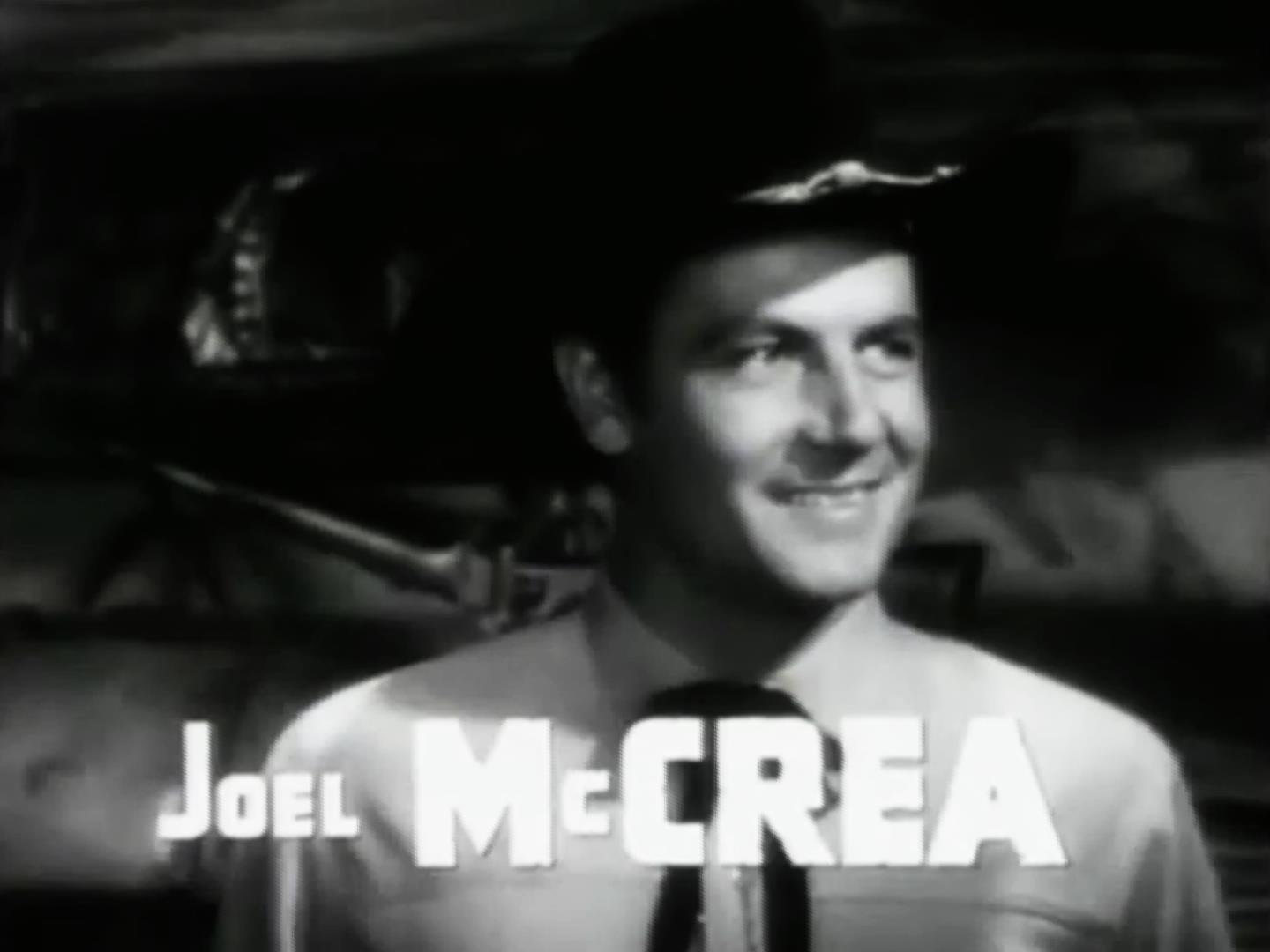
Joel McCrea.

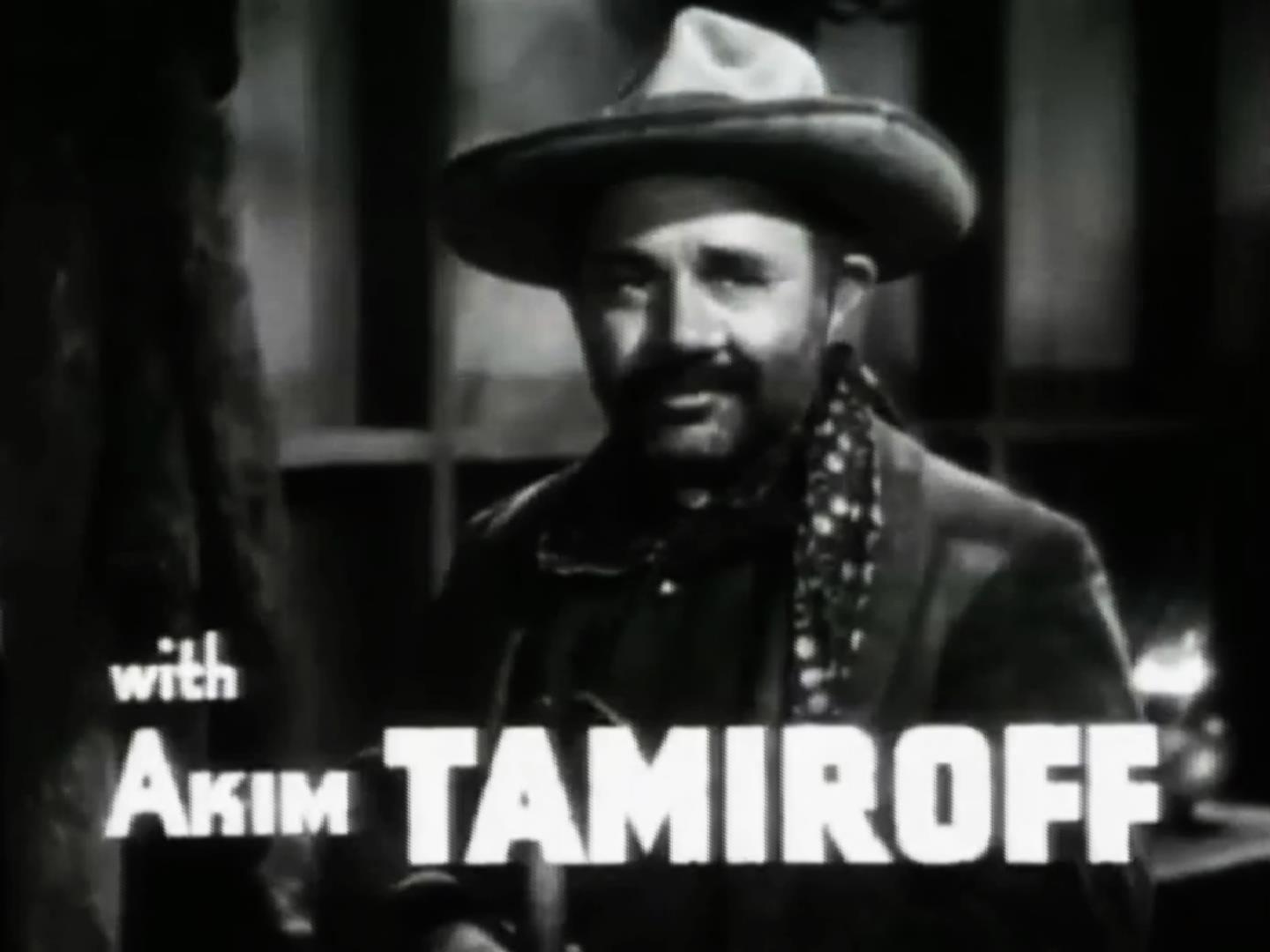
Akim Tamiroff.

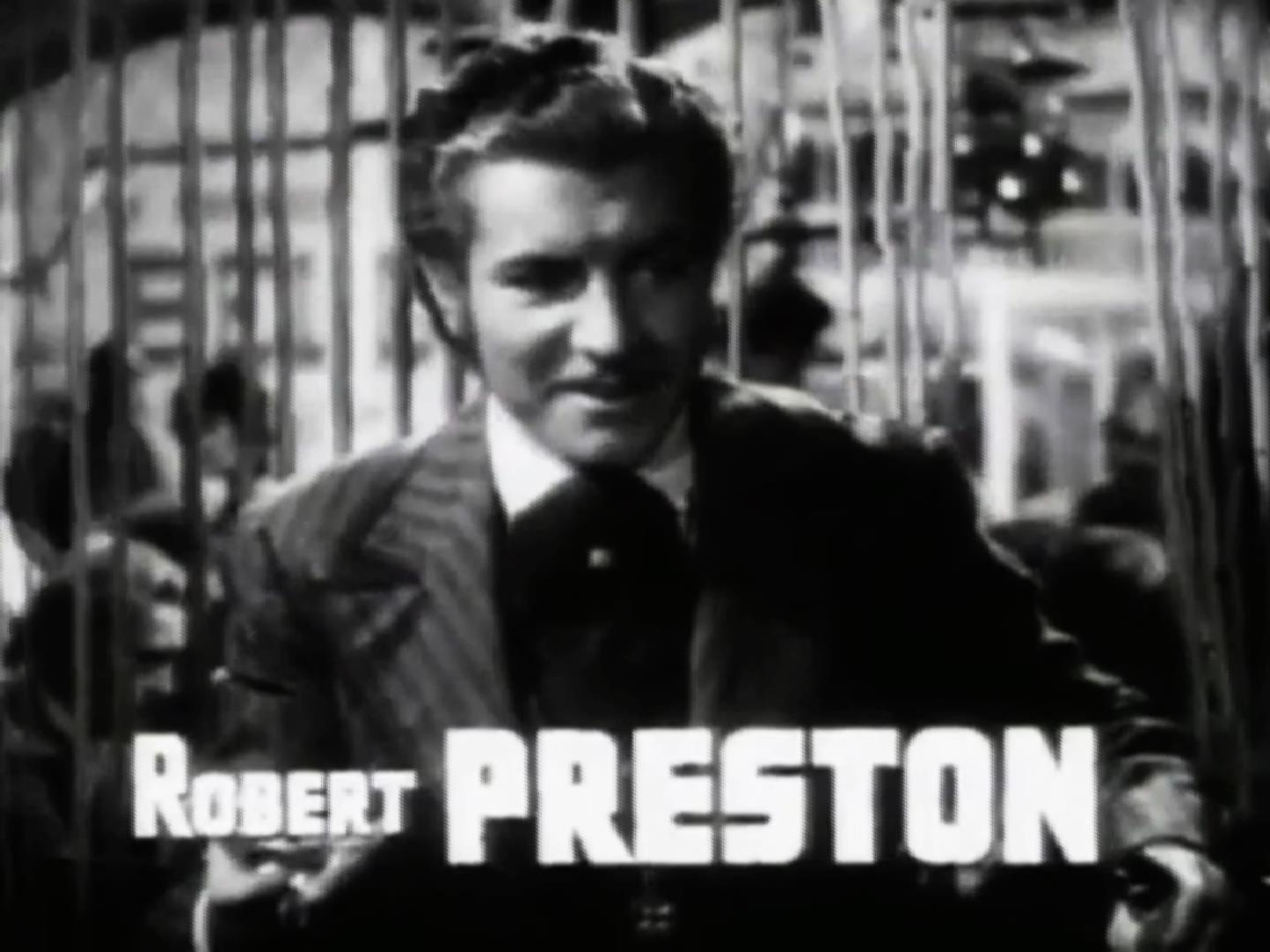
Robert Preston.

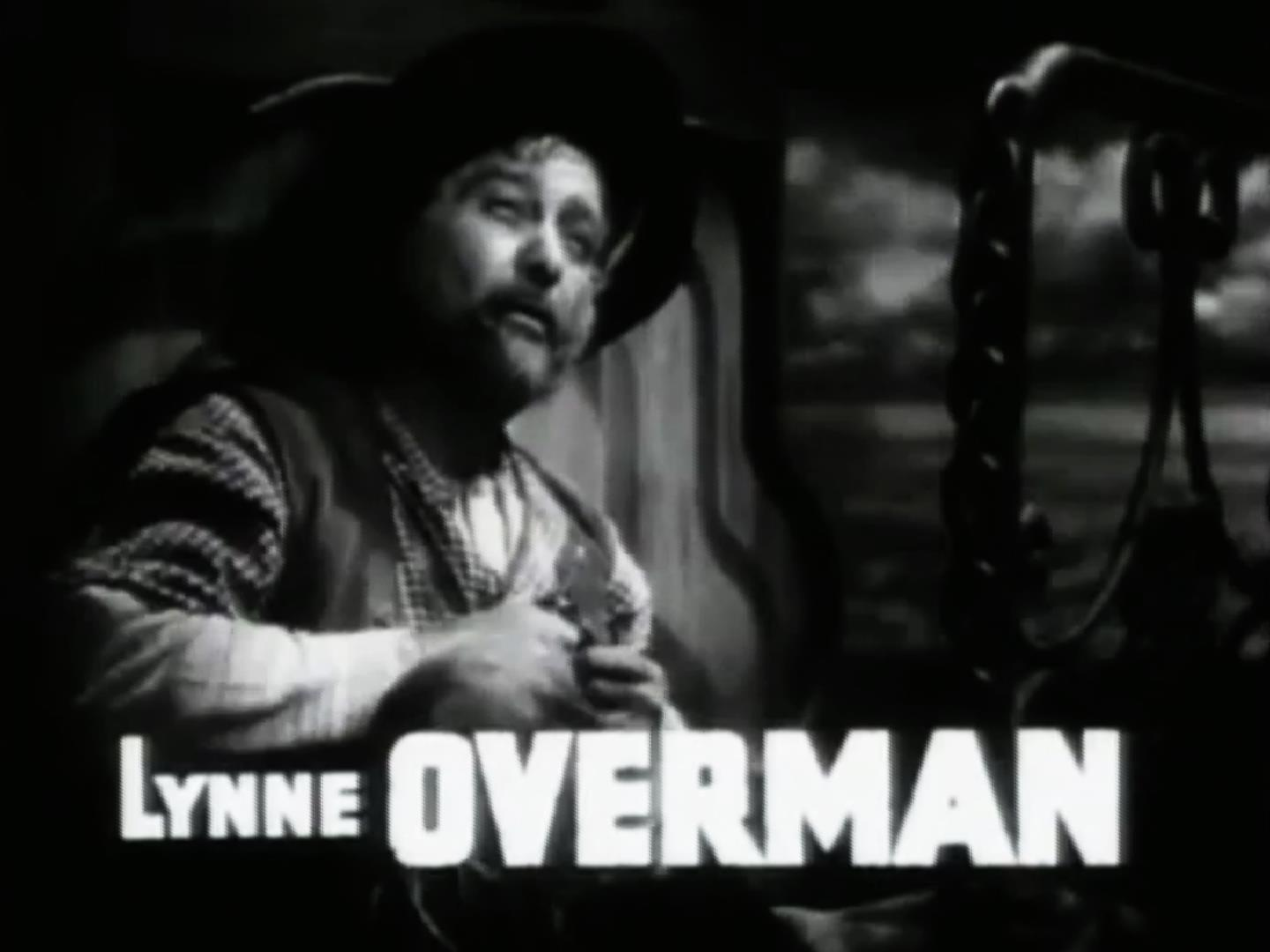
Lynne Overman.

- Barbara Stanwyck (VF : Marie Francey) : Mollie Monahan
- Joel McCrea (VF : Richard Francœur) : Jeff « Bucko » Butler
- Akim Tamiroff (VF : André Gerbel) : Fiesta
- Robert Preston (VF : Jacques Erwin) : Dick Allen
- Lynne Overman (VF : Émile Duard) : Leach Overmile
- Brian Donlevy (VF : Maurice Dorléac) : Sid Campeau
- Robert Barrat (VF : Pierre Morin) : Duke Ring
- Anthony Quinn (VF : Maurice Lagrenée) : Jack Cordray
- Stanley Ridges (VF : Jacques Berlioz) : général Casement
- Henry Kolker (VF : Émile Drain) : Asa M. Barrows
- Francis McDonald : général Dodge
- Willard Robertson : Oakes Ames
- Evelyn Keyes (VF : Simone Rouvière) : Mme Calvin
- Richard Lane (VF : Henry Valbel) : Sam Reed
- William Haade (VF : Robert Dalban) : Dusky Clayton
- Regis Toomey (VF : René Fleur) : Paddy O'Rourke
- Lon Chaney Jr. : Dollarhide
- J. M. Kerrigan : Monahan
- Harry Woods (VF : Jean Brochard) : Al Brett
- Julia Faye : Mame
- Sheila Darcy : Rose
- Joseph Crehan (VF : Henri Ebstein) : général Ulysses S. Grant

Acteurs non crédités
- Richard Alexander : un joueur de cartes
- Stanley Andrews : Dr Harkness
- May Beatty : Mme Hogan
- Don Beddoe : un reporter
- Monte Blue : un Indien
- Ward Bond : Tracklayer
- Ed Brady : un barman
- Lane Chandler : un conducteur de train
- Davison Clark : un médecin
- Iron Eyes Cody : un Indien
- Richard Denning : un reporter
- Paul Everton : le révérend Todd
- James Flavin : Paddy
- Byron Foulger : Andrew Whipple
- Russell Hicks : un sergent
- Robert Homans : un vieil homme
- Si Jenks : un vieux prospecteur
- Noble Johnson : l'Indien tirant sur le piano
- Mary MacLaren : l'épouse d'un officiel
- Ray Mala : l'Indien au cigare
- Sam McDaniel : un serveur à Saint-Louis
- Adrian Morris : un ouvrier du rail
- Nestor Paiva : un conducteur de train
- George Regas : l'Indien écoutant le télégraphe de Mollie
- Morgan Wallace (VF : Jean Toulout) : sénateur Smith

## Récompenses et distinctions
- Festival de Cannes 1939 : sélection officielle mais festival annulé, puis distinctions posthumes[1],[2] :
  - Festival de Cannes 2002 : Palme d'or décernée rétroactivement au film Pacific Express, à l’unanimité,  lors du 55e anniversaire du festival, par un « jury 1939 » présidé par Jean d'Ormesson[2],[3]
  - Recréation du Festival de 1939 à Orléans en 2019 : Prix de la réalisation du jury lycéen et Prix Culture du Cœur (Prix du public)[4]
- Oscars 1940 : nomination pour l'Oscar des meilleurs effets spéciaux pour Farciot Edouart et Gordon Jennings (effets visuels) et Loren L. Ryder (effets sonores)

## Autour du film
- Dans les années 1930, à l’exception de quelques productions, le western était cantonné à des films de série B[5] populaires mais méprisés. Après une éclipse de plusieurs années, le genre est relancé en 1939[6] avec une série de chefs-d’œuvre comme La Chevauchée fantastique, Les Conquérants, Le Brigand bien-aimé ou Pacific Express.
- L’explication de ce renouveau du genre passe par les tensions qui secouent toute l’Europe en cette période. L’Amérique, face à ces risques de conflits, se replie sur elle-même et se réfugie dans ses valeurs traditionnelles. En replongeant aux sources de l’histoire américaine, le cinéma va exalter ces idéologies nationales[6]. Cecil B. DeMille, le maître incontesté du grand spectacle hollywoodien[7], est un des réalisateurs, avec John Ford, les plus profondément attachés à ces valeurs américaines[6]. Après s’être penché sur le passé légendaire de figures historiques du western (Wild Bill Hickok, Calamity Jane et Buffalo Bill) avec Une aventure de Buffalo Bill avec Gary Cooper et Jean Arthur (un moment pressentie pour jouer le rôle de Mollie Mohanan)[8], DeMille va réaliser un hymne aux pionniers du chemin de fer américain.
- Barbara Stanwyck, la star du film, campe l’archétype du garçon manqué[9]. L’actrice deviendra une actrice du genre à part entière[9] avec des films comme Californie terre promise, Les Furies, La Reine de la prairie, Quarante tueurs entre autres. DeMille saluera « son talent et sa gentillesse », comme le feront de nombreux autres réalisateurs[10].
- Joel McCrea, grand acteur de westerns, fut emprunté par la Paramount Pictures au producteur Samuel Goldwyn. En retour, la Paramount « céda » à Goldwyn « sa princesse au sarong », Dorothy Lamour, pour tourner le film de John Ford, The Hurricane[10].
- La première mondiale eut lieu à Omaha dans le Nebraska[8] pour une célébration qui a attiré 250 000 personnes exigeant la Garde nationale pour le maintien de l’ordre. Un train arriva d'Hollywood transportant Cecil B. DeMille et les vedettes du film, Barbara Stanwyck et Joel McCrea. Pendant trois jours, ils traversèrent les États-Unis, attirant les foules à chaque escale. Un train de l’époque a continué ensuite la promotion pendant 15 jours parcourant le pays d’un océan à l’autre, avec des arrêts dans une trentaine de ville[réf. nécessaire].
- Selon un article de The Hollywood Reporter, Cecil B. DeMille a réalisé une grande partie du film en civière. Tombé malade, DeMille dut subir une intervention chirurgicale. Malgré tout, il continuera à diriger le tournage sur une civière pendant deux semaines. De nombreuses séquences seront confiées à Arthur Rosson et James Patrick Hogan[7].
- Le film fut un énorme succès ce qui conduira la Paramount Pictures à signer avec DeMille un contrat de quatre ans qui va lui laisser toute liberté artistique[7].